# Svjetska baština u Francuskoj
Kronološki popis svjetske baštine u Francuskoj po godini upisa na UNESCO-ov popis:

## 1979.
1. Versajska palača i park (uključujući Grand Trianon, Petit Trianon i Hameau)

2. Mont-Saint-Michel i njegov zaljev

3. Katedrala Notre-Dame u Chartresu

4. Opatija Vézelay s brežuljkom

5. Spilje doline Vézère (Lascaux, Cro-Magnon, La Madeleine, Le Moustier)

## 1981.
6. Dvorac Fontainebleau s parkom

7. Rimski i romanički spomenici u Arlesu

8. Rimski spomenici u Orangeu (uključujući kazalište i slavoluk)

9. Cistercinska Opatija Fontenay

10. Katedrala u Amiensu

## 1983.
11. Kraljevske solane u Arc-et-Senansu

12. Stanislavov trg s objektima koji ga okružuju u Nancyu

13. Crkva Saint-Savin sur Gartempe

14. Rt Girolata, zaljev Porto i park prirode Scandola na Korzici 

## Ostali upisi
15. 1985. – Rimski akvedukt Pont du Gard

16. 1988. – Grande Île i Neustadt u Strasbourgu

17. 1991. – Obala Seine u Parizu

18. 1991. – Notre-Dame, Bazilika Saint-Remi i palača Tau u Reimsu

19. 1992. – Katedrala u Bourgesu

20. 1995. – Stara jezgra Avignona

21. 1996. – Canal du Midi

22. 1997. – Stari dio grada i Utvrda Carcassonnea

23. 1997. – Brdski krajolici Pirineja (Mont Perdu) 

24. 1998. – Povijesna mjesta u Lyonu

25. 1998. – Francuski dio puta Svetog Jakova prema Santiago de Compostela
26. 1999. – Vinogradi Saint-Emiliona

27. 2000. – Dolina Loire između Sully-sur-Loire i Chalonnesa

28. 2001. – Srednjovjekovni trgovački grad Provins
29. 2005. – Luka Le Havrea, obnovljeni grad arhitekta Augustea Perreta

30. 2005. – 23 Beffroi zvonika u Francuskoj i Belgiji

31. 2007. - Gradsko središte Bordeauxa ("Luka mjeseca")

32. 2008. - Utvrde Vaubana 

33. 2008. - Lagune Nove Kaledonije 

34. 2010. - Episkopalni grad Albi

35. 2010. - Klanci, jame i litice otoka Reunion 

36. 2011. - Mediteranski poljoprivredno-pastirski kulturni krajolik Caussesa i Cévennesa

37. 2011. - Prapovijesne naseobine sojenica oko Alpa (zajedno s 5 drugih alpskih zemalja)
38. 2012. - Rudarski bazen Nord-Pas de Calaisa

39. 2014. - Oslikana špilja Chauvet-Pont d’Arc

40. 2015. - Champagne, vinogradi i podrumi

41. 2015. - Klimati i teroari Burgundije

42. 2016. - Arhitektonska djela Le Corbusiera, izniman doprinos modernom pokretu (Zajedno s Argentinom, Belgijom, Indijom, Japanom, Njemačkom i Švicarskom) 

43. 2017. - Taputapuātea

44. 2018. - Chaîne des Puys, tektonska arena rasjeda Limagne 

45. 2019. - Francuski južni teritoriji i mora 

46. 2021. - Lječilišni grad Vichy

47. 2021. - Svjetionik Cordouan

48. 2021. - Nice, novi grad rođen u turizmu ili izum rivijere

49. 2021. - Bukove prašume Karpata i drugih područja Europe, proširenje 

50. 2021. - Maison Carrée

51. 2023. - Vulkani i šume Mont Peléea i vrhova sjevernog Martinika 

## Popis predložene svjetske baštine Francuske
1. 1996. - Megalitsko nalazište Carnac

2. 1996. - Bazilika Saint-Denis

3. 1996. - Rouenska četvrt drvenih fasada, rouenska katedrala, te crkve Saint Ouen i Saint Maclou

4. 1996. - Dvorac Vaux-le-Vicomte

5. 1996. - Utvrđena mjest nizinske sjeverozapadne Europe

6. 1996. - Planina Saint-Victoire i mjesta Paula Cézannea

7. 2000. - Južnofrancuske špilje

8. 2000. - Nacionalni park Vanois

9. 2000. - Mont Blanc

10. 2002. - Camargue

11. 2002. - Bonifacio tjesnac

12. 2002. - Nacionalni park Écrins

13. 2002. - Nacionalni park Port-Cros

14. 2002. - Slane močvare Guérandea

15. 2002. - Sredozemna obala Pireneja

16. 2002. - Marsejski zaljev

17. 2002. - Rimski narbonijski gradovi: Nîmes, Arles, Glanum, akvedukti, via Domitia

18. 2002. - Cerdagne pruga

19. 2002. - Nacionalni ured za zrakoplovna istraživanja i Hangar Y u Meudonu

20. 2002. - Stara tvornica čokolade Menier u Noisielu

21. 2002. - Staro središte Sarlata

22. 2002. - Arsenal Rochefort na ušću Charente

23. 2006. - Urbanistička djela Le Corbusiera

24. 2010. - Markižansko otočje

25. 2014. - Kraljevski i carski Metz

26. 2014. - Vulkanska i šumska područja Martinika

27. 2014. - Plaže iskrcavanja u Normandiji 1944.

28. 2014. - Grobna mjesta i spomenici Zapadnog bojišta Prvog svjetskog rata

29. 2017. - Primorske Alpe-Mercantour 

30. 2017. - Grad Carcassonne i njegovi planinski stražarski seoski dvorci

31. 2018. - Charolais-Brionnais, kulturni krajolik stočarstva

32. 2020. - Fontainebleau: dvorac, vrtovi, park i šuma

33. 2021. - Potkraljevstvo Andorra, materijalni dokazi stvaranja Pirenejske države (zajedno s Andorrom i Španjolskom)

## Poveznice
- Popis mjesta svjetske baštine u Europi
- Popis mjesta svjetske baštine u Aziji
- Popis mjesta svjetske baštine u Australiji i Oceaniji